# Petar Đorđić
Petar Đorđić (serbisch-kyrillisch Петар Ђорђић; * 17. September 1990 in Šabac, SR Serbien, SFR Jugoslawien) ist ein ehemaliger serbischer Handballspieler. Der Rechtshänder spielte zuletzt beim serbischen Erstligisten RK Partizan Belgrad im linken Rückraum.

## Karriere

### Verein
In der Jugend spielte Petar Đorđić bis zur B-Jugend bei der SG Wallau/Massenheim und zuletzt bei der HSG Hochheim/Wicker, dann wechselte er zum TV Kirchzell. Dort wurde er sowohl in der Regionalliga-Mannschaft als auch in der A-Jugend eingesetzt. Im Januar 2008 wurde Đorđić, der als eines der größten Talente im deutschen Handball angesehen wurde, sowohl vom TV Großwallstadt, als auch von der HSG Wetzlar umworben. Đorđić entschloss sich zum Wechsel zur HSG Wetzlar, da er dort bessere Entwicklungsmöglichkeiten für sich sah. Zudem spielte dort sein Vater Zoran Đorđić im Tor. Zum 1. Februar 2010 zog er weiter zur SG Flensburg-Handewitt. Mit Flensburg gewann er 2012 den Europapokal der Pokalsieger. Im Sommer 2013 wechselte er zum HSV Hamburg, von dem er zur Saison 2015/16 nach Flensburg zurückkehrte. Ab dem Sommer 2017 stand er beim belarussischen Verein Brest GK Meschkow unter Vertrag. Mit Brest GK Meschkow gewann er 2018 und 2019 die belarussische Meisterschaft sowie 2018 den belarussischen Pokal. Im Sommer 2019 wechselte er zum portugiesischen Erstligisten Benfica Lissabon. Mit Benfica gewann er die EHF European League 2021/22. Mit 108 Treffern wurde er gemeinsam mit Halil Jaganjac Torschützenkönig des Wettbewerbs. 2022 gewann er den portugiesischen Supercup. Im Dezember 2023 wechselte er zum serbischen Erstligisten RK Vojvodina, mit dem er 2024 serbischer Meister wurde. Im Oktober 2024 wechselte er zum Ligakonkurrenten RK Partizan Belgrad. Nachdem Đorđić mit Partizan Belgrad im Jahr 2025 die serbische Meisterschaft gewonnen hatte, beendete er seine Karriere.

### Nationalmannschaft
Mit Serbien gewann er die Goldmedaille bei den Mittelmeerspielen 2009. Petar Đorđić stand im vorläufigen Aufgebot der serbischen Nationalmannschaft für die Weltmeisterschaft 2011; Anschließend entschied er sich, für die deutsche Männer-Handballnationalmannschaft auflaufen zu wollen. Dazu kam es aber nie und Đorđić lief letztlich doch für Serbien auf. Bis Dezember 2022 bestritt er 45 Länderspiele, in denen er 128 Tore warf.

## Bundesligabilanz
| Saison    | Verein                 | Spielklasse | Spiele | Tore | 7-Meter | Feldtore |
| --------- | ---------------------- | ----------- | ------ | ---- | ------- | -------- |
| 2008/09   | HSG Wetzlar            | Bundesliga  | 29     | 47   | 0       | 47       |
| 2009/10   | HSG Wetzlar            | Bundesliga  | 18     | 25   | 0       | 25       |
| 2009/10   | SG Flensburg-Handewitt | Bundesliga  | 16     | 13   | 0       | 13       |
| 2010/11   | SG Flensburg-Handewitt | Bundesliga  | 30     | 51   | 0       | 51       |
| 2011/12   | SG Flensburg-Handewitt | Bundesliga  | 33     | 103  | 0       | 103      |
| 2012/13   | SG Flensburg-Handewitt | Bundesliga  | 8      | 18   | 0       | 18       |
| 2013/14   | HSV Hamburg            | Bundesliga  | 16     | 44   | 0       | 44       |
| 2014/15   | HSV Hamburg            | Bundesliga  | 9      | 9    | 0       | 9        |
| 2015/16   | SG Flensburg-Handewitt | Bundesliga  | 30     | 38   | 0       | 38       |
| 2016/17   | SG Flensburg-Handewitt | Bundesliga  | 30     | 45   | 1       | 44       |
| 2008–2017 | gesamt                 | Bundesliga  | 219    | 393  | 1       | 392      |

## Sonstiges
Am 2. April 2008 sorgte Petar Đorđić zusammen mit seinem Vater Zoran Đorđić beim Spiel der HSG Wetzlar gegen die Rhein-Neckar Löwen für ein Novum in der Geschichte der deutschen Handball-Bundesliga: erstmals standen Vater und Sohn gemeinsam in einer Mannschaft auf dem Spielfeld.